# قرة بلاغ (هشترود)
قرة بلاغ هي قرية في مقاطعة هشترود، إيران. عدد سكان هذه القرية هو 280 في سنة 2006.